# Scholleropsis
Scholleropsis là một chi thực vật có hoa trong họ Pontederiaceae.
Chi này có quan hệ họ hàng gần gũi với Heteranthera nên năm 2017 người ta đã chuyển nó sang chi này.

## Các loài
- Scholleropsis lutea